# Gyümölcsoltó Boldogasszony-templom (Marcali)
A marcali plébániatemplom Marcali városának 1455–1929 között, gótikus és barokk stílusban épült római katolikus temploma.

## Története
1455-ben Szent Ányos püspök tiszteletére építettek templomot. Marcali közelségében pálos remeteség is létezett. A török hódoltság után 1722-ben szervezték újjá a plébániát. Az anyakönyvezés 1724-től kezdve létezik. A templomot 1730 körül újjáépítették. Szentélyét 1897–1898-ban átépítették, majd 1910-ben kibővítették. A torony 1929-ben kapott betonsisakot. 

## Leírás
A templom egyhajós, hajójával azonos szélességű, trapézzáródású szentéllyel. Főhomlokzat előtt háromszintes torony falazott, tagolt sisakkal. A déli homlokzaton kétszintes lépcsős gótikus támpillérek, falazott gótikus bejárat. Szentélye a hajónál magasabb, homlokzata lizénákkal – a fal síkjából alig kiemelkedő díszítő jellegű pillérszerű sáv – tagolt, déli oldalán kegyúri oratórium, északi oldalán sekrestye. A hajóban három szélesebb és három keskenyebb szakaszos fiókos dongaboltozat. Szentélyében két csehboltozat és hevederekkel tagolt félkupola. A sekrestye és előtér csehboltozatos. Hajóban háromnyílásos fiókos dongával alátámasztott karzat. Bejárati kapuszárnyak barokk stílusúak.
A templom mérete: torony alatti előcsarnok 3×4 méter, hajó 27×8 méter. A hajó torony felőli szélesebb boltszakaszai 5 és fél méteresek; a szentély felőli keskenyebbeké 3 és fél méteresek. A templom férőhelye 1700 fő. Az órapárkányos torony 25 méter magas. Két harangja közül a nagyobbik 500 kilogrammot nyom. Felirata szerint: „öntetett Pest városában 1836. Eszt. Öntötte Eberhard Henrik” Széchényi Pál gróf és a hívek költségén. A kisebbik harang 100 kilogrammos. Felirata: „Magyarok Nagyasszonya könyörögj érettünk”. Készült 1925-ben.
A főoltárkép az Angyali üdvözletet ábrázolja. Festője Hans Gustav Dittenberger.
Ezt a képet 1933-ban Medek Gyula festőművész restaurálta. Szintén ő hozta rendbe a hajó északi falán – közel a kórushoz – függő másik képet is, melynek alkotója Jakobey Károly. Az 1873-ból származó olajfestmény a Rózsafüzér királynőjét ábrázolja.